# Ancien trolleybus de Nancy
Pour l'ancien tramway fer de Nancy (1874-1958), voir Ancien tramway de Nancy.
Pour l'ancien tramway sur pneu (2001-2023) voir Transport léger guidé de Nancy.
Pour le nouveau trolleybus (2025) voir Nouveau trolleybus de Nancy.
Pour le projet de nouveau tramway fer voir Tramway de Nancy.
Le réseau de trolleybus de Nancy était un système de transports en commun de l'agglomération de Nancy. Mis en service en 1982, le réseau compta trois lignes d'une longueur de 37 kilomètres et fonctionna jusqu'en 1999, date à laquelle les trolleybus ont été retirés de la circulation.
Une partie de l'infrastructure du réseau est utilisée depuis 2001 par l'unique ligne du tramway sur pneu de Nancy, possédant des perches, et réutilisant les infrastructures aériennes. Jusqu'en 2019, divers projets d'achats de trolleybus n'ont pas abouti, notamment l'achat en 2002 de 7 trolleybus F22 d'Ansaldo Breda. Les perches se sont avérées trop courtes, empêchant la mise en service des véhicules.
Après l'arrêt du tramway sur pneu, la métropole met en service un nouveau trolleybus bi-articulé exploité par des Hess LighTram 25 DC.

## Histoire

### Contexte
Dans les années 1970, comme dans de nombreuses villes françaises, la croissance de la circulation automobile rend difficile les déplacements dans l'agglomération. De plus, Nancy a hérité de son passé un réseau de voirie peu adapté à une circulation intense. Il n’existe que peu de pénétrantes permettant aux migrations pendulaires de s’effectuer convenablement. Qui plus est, depuis la suppression du tramway en 1958, l'agglomération nancéienne ne dispose plus d'aucun mode de transport lourd. Le réseau d'autobus, jugé peu efficace, est délaissé par la population, au profit de la voiture individuelle.
Ainsi, lorsque le District urbain de l'agglomération nancéienne prend la compétence « transports en commun » en 1970, le réseau de transports en commun est dans un état moribond.
Le renouvellement politique issu des élections municipales de 1977 permet de sortir de l'impasse. Sous l'impulsion de Claude Coulais, alors maire de Nancy, est créé en 1978 un « groupe déplacements » au sein du District urbain de Nancy. Ce groupe est chargé d'étudier, à partir d’hypothèses d’évolution de la population, des emplois et de la mobilité, cinq scénarios de politiques de déplacements urbains. Il apparaît alors clairement que pour atteindre les objectifs fixés, il est nécessaire de développer les transports en commun. Trois études de faisabilité sont réalisées, pour les technologies suivantes :
- bus articulé ;
- tramway moderne ;
- trolleybus articulé.

Le tramway est à l’époque abandonné, car il semble impossible d’insérer un réseau dans la trame étroite de la voirie nancéienne – et les coûts estimés se révèlent prohibitifs. Restent le bus et le trolleybus. Ce dernier est privilégié, notamment grâce à sa réputation d'être peu bruyant, peu polluant en centre-ville, plus confortable et surtout, grâce à son aptitude à gravir les côtes menant aux plateaux de Vandœuvre et de Haye.

### Objectifs
Sur la base de ces études est lancée en 1980 l’« Opération Trolleybus »,. L'Opération Trolleybus se décline en deux phases. Une première phase prévoit la création d'une ossature formée de trois lignes, du réaménagement de la voirie en hypercentre, la création d'un nouveau dépôt ainsi que la mise en service d'un système de gestion centralisée du trafic routier. Une deuxième phase prévoit l'électrification de quatre lignes supplémentaires en 1990. Le réseau doit, à terme, compter 7 lignes exploitées par 85 trolleybus.
L'opération a pour objectifs :
- de créer un réseau de trolleybus articulés bimodes ;
- de mettre en place un plan de circulation privilégiant fortement les transports en commun sans pour autant pénaliser le véhicule individuel ; ce plan de circulation se fonde sur l’implantation de couloirs réservés aux transports en commun et sur un double système de régulations centralisées de la circulation générale et des transports en commun ;
- d'augmenter quantitativement l’offre kilométrique du réseau de 20,5 % en véhicules/km et de 35,9 % en places/km ;
- d'améliorer qualitativement l’offre de transport, en assurant une meilleure régularité des passages aux arrêts, et en diminuant les temps de parcours ;
- de restructurer le réseau, notamment en créant une ligne de rocade et en diamétralisant plusieurs lignes de façon à éviter au centre-ville le chevauchement de tronçons de lignes et le stationnement de véhicules en terminus ;
- de créer dans l’hypercentre un axe réservé aux transports en commun et aux piétons, en reportant sur un itinéraire de compensation les véhicules individuels qui y circulaient ;
- de réaliser des aménagements urbains de qualité, tels que des restructurations de places, des aménagements d’arrêts et de terminus ;
- de faire un effort particulier pour l’information de l’usager en rénovant la signalétique du réseau.

Le projet préfigure ainsi les bus à haut niveau de service (BHNS), qui deviendront monnaie courante en France vers la fin du millénaire.

### Réalisation

#### Réalisation

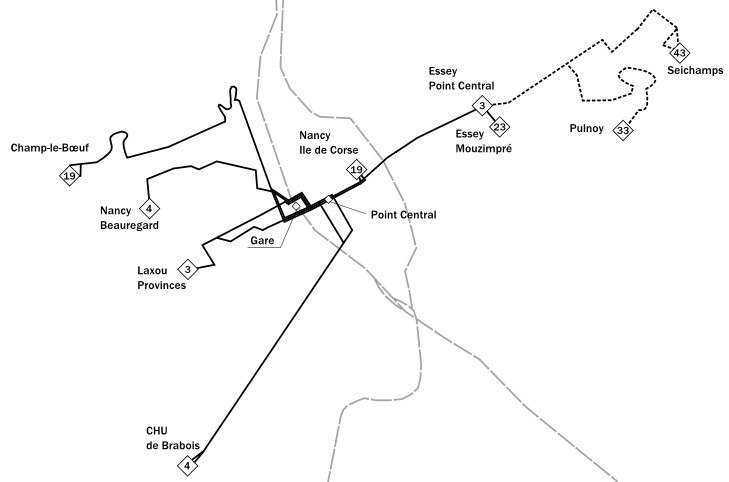
Plan des trois lignes du réseau en 1983.

La première phase est mise en œuvre de mars 1980 à septembre 1983. L’aménagement urbain de l’hypercentre se traduit essentiellement par la réduction de la circulation sur l'axe place Maginot - rue Saint-Jean - rue Saint-Georges, qui forme l’axe principal (approximativement ouest-est) de la ville. Avant l’opération, cet axe comprend trois files de circulation et un couloir bus à contresens, bordés de trottoirs de 3,20 m de largeur. Le réaménagement permet de rendre la place Maginot aux piétons. La rue Saint-Jean a été transformée en voie piétons-bus, avec deux voies bus en site propre de 3,20 m de large, et deux trottoirs de 5,30 m. Enfin, les axes du centre-ville empruntés par le trolleybus sont réaménagés et reçoivent du matériel urbain renouvelé (mise en valeur par des espaces floraux et des plantations, implantation d’équipements tels que des abris de bus, des bancs, des sanitaires publics, restructuration des places Monseigneur-Ruch et du Colonel-Driant).
Ce réaménagement s'accompagne de la création d'infrastructures nouvelles, favorisant la déviation du trafic automobile hors du centre. Parmi ces voiries nouvelles, figure le creusement d'un souterrain rue Charles-III, au droit des rues des Quatre-Églises et Saint-Dizier. Une voie nouvelle, le boulevard de l’Insurrection du Ghetto de Varsovie, est ouverte au sud-ouest de la ville neuve, le long des voies ferrées.
L'agglomération voit également la création d'un « PC Circulation », chargé d'assurer une régulation centralisée du trafic routier. Ce « système de régulation de la circulation générale » est basé essentiellement sur des boucles électromagnétiques de détection du trafic et sur des régulateurs de feux tricolores gérés par ordinateur.
L'arrivée du trolleybus s'accompagne d'une restructuration du réseau d'autobus. Cette restructuration consiste à :
- réduire le nombre de lignes terminus en centre-ville, permettant ainsi un repérage plus simple de la part du public des lignes de transport, et limitant également le nombre de bus en attente dans des zones déjà encombrées ;
- créer des lignes de rocade, permettant les déplacements périphériques et le rabattement sur les lignes structurantes du réseau.

Le réseau restructuré présente ainsi trois lignes de trolleybus sur l’armature du réseau, six lignes d’autobus diamétrales, six radiales et six de rocade.
La première phase du projet est réalisée en moins de trois ans. Le réseau est inauguré le 25 novembre 1982, avec l'ouverture de la ligne 19. Suivent les mises en service des lignes 4 (le 20 décembre) puis 3 (le 4 septembre 1983).

#### Bilan
L’offre quantitative est améliorée, grâce à une réorganisation du réseau qui s’est traduite par la diamétralisation de lignes, la réduction du nombre de terminus en centre-ville et la création de lignes périphériques de desserte du secteur périurbain permettant, pour certaines, une desserte directe du centre-ville, pour d’autres des déplacements périphériques et de rabattement vers les lignes structurantes. Grâce à cette restructuration du réseau et à un meilleur débit, l’offre a globalement été augmentée de 19 % en véhicules/km (objectif de 20,5 %) et de 37 % en places/km (objectif de 35,9 %).
L'amélioration est également ressentie d'un point de vue qualitatif, le confort des véhicules à propulsion électrique étant alors bien meilleur que celui des véhicules à propulsion thermique. Grâce aux sites propres en centre-ville, la desserte est bien plus régulière, subissant moins les aléas de la circulation des véhicules individuels et bénéficiant même des avantages du système de gestion centralisée de la circulation. Enfin, les temps de parcours ont été réduits, grâce à la réorganisation du plan de circulation en centre-ville, d’autre part grâce à la nouvelle motorisation des trolleybus, permettant, notamment dans les côtes, une vitesse plus rapide.
Après restructuration, le réseau présente ainsi trois lignes de trolleybus sur l’armature du réseau (concentrant 40 % de la clientèle), six lignes d’autobus diamétrales, six radiales et six de rocade. En 1985, la vitesse moyenne d’exploitation du réseau urbain était de 13,82 km/h, soit 14 % de plus qu’en 1980, avant le début de l’Opération Trolleybus.
Malgré ces succès, le développement du réseau sera arrêté, à la suite du changement de majorité municipale à Nancy lors des élections municipales de 1983. En particulier, les quatre lignes supplémentaires initialement prévues ne verront jamais le jour.

### Projets inachevés ou abandonnés

#### La phase 2 de l'Opération Trolleybus (horizon 1990)
Après les élections municipales de 1983 s'ensuit une longue période de stabilité. Les quatre lignes supplémentaires prévues ne seront jamais électrifiées, bien que les poteaux électriques aient été achetés et sont depuis stockés au dépôt de la rue Marcel Brot. La quarantaine de véhicules supplémentaire ne sera jamais commandée par le District urbain de Nancy.
Les lignes concernées par l'électrification auraient dû être les nos 1, 5, 6 et 40, qui se verront finalement dotées de bus articulés thermiques.

#### L'«après trolleybus»

##### Contexte
Pour accompagner l'augmentation de l'offre, des PR180 thermiques sont acquis en 1991 pour renforcer la ligne 3, dont une partie n'est pas électrifiée. En octobre 1994, la ligne 4 est saturée, et le parc de trolleybus, devenu insuffisant, est renforcé par des articulés thermiques. Le mois suivant, à l'occasion d'un colloque, ANF Industrie présente officieusement le TVR, « situé à mi-chemin entre l'actuel trolleybus et le tramway ».
L'exploitation des lignes de trolleybus devient ternie par des pannes de plus en plus fréquentes des moteurs des PER 180H, à tel point que quatre exemplaires sont retirés du service dès 1996.
Durant l'été 1997, les trolleys sont restés au dépôt en raison de travaux de voirie et de maintenance des bifilaires. Cela sera également le cas durant l'été 1998. Le 29 juin 1999, les trolleybus sont « temporairement » immobilisés à l'occasion d'une révision estivale. L'abandon définitif des trolleybus est « officialisé » à l'occasion de la dépose des bifilaires, qui interviendra le 2 août suivant, pour permettre le déroulement des travaux du TVR.

##### Plan de déplacements urbains1997-2006

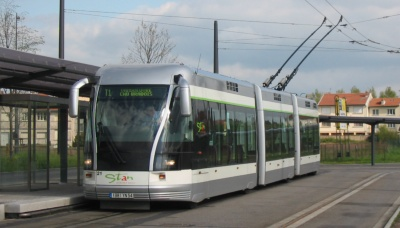
Trolleybus ou tramway ? Un TVR garé au terminus d'Essey Mouzimpré.

À la fin des années 1990, la Communauté urbaine du Grand Nancy cherche un successeur aux trolleybus. Après quatre mois de débats, le Grand Nancy présente en 1997 un nouveau réseau de quatre lignes électrifiées « sur pneus », prévu pour être graduellement mis en service jusqu'en 2006.
Les quatre lignes prévues doivent réutiliser l'ensemble des installations électriques construites moins de vingt ans plus tôt.
Pour les trois principales lignes, le choix des élus se portera sur le transport sur voie réservée (TVR) du constructeur canadien Bombardier Transport, avec l'ouverture de la première ligne en 2000. Dans un souci d'économie, les pantographes des TVR ont été remplacés par des perches, afin de réutiliser les lignes aériennes de contact bifilaires du trolleybus, évitant ainsi un coûteux remplacement des infrastructures électriques.

Les nombreux déboires techniques rencontrés par le TVR compromettent cependant ce projet, si bien que seule une ligne sera finalement réalisée. De par son statut hybride unique, la nature exacte du TVR a pu, par le passé, susciter la controverse. Bien que le TVR présente un grand nombre de caractéristiques communes avec un trolleybus, il n'a jamais été désigné comme tel ni par l'exploitant, ni par la CUGN, qui préfèrent employer le terme de tramway.

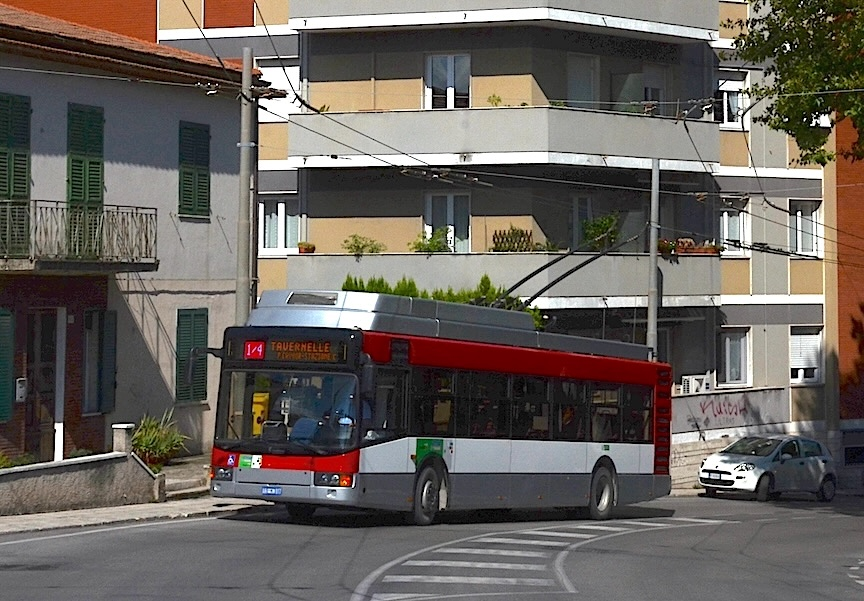
Un trolleybus AnsaldoBreda F22 anciennement de Nancy sur le réseau trolleybus d'Ancône, en 2024

Parallèlement à la mise en service du TVR, la CUGN décide de rééquiper de trolleybus une portion de l'ancienne ligne 4 entre Beauregard et la gare.
Un appel d'offres est lancé en 1998 pour équiper la ligne avec des trolleybus standards. Le marché est remporté par le constructeur italien AnsaldoBreda, qui propose 7 trolleys standards de 12m de son modèle F22. Le premier véhicule est livré dès 2002, mais n'est pas conforme au cahier des charges. Notamment, les perches de captage de courant sont trop courtes, empêchant l'utilisation du véhicule sur le réseau. La CUGN refuse de réceptionner les six autres trolleys livrés entre-temps.
En 2004, la CUGN décide de résilier le marché conclu avec la société AnsaldoBreda. Cette dernière saisit alors le tribunal administratif de Nancy pour contester la décision et pour réclamer le paiement des trolleybus non réceptionnés. S'ensuit une longue bataille juridique, qui ne se terminera que 6 ans plus tard.
En 2009, un premier jugement du tribunal déboute AnsaldoBreda, qui fait appel de la décision. En mars 2010, alors que la cour administrative d'appel de Nancy s'apprête à rendre son jugement, la CUGN et AnsaldoBreda annoncent être parvenus à un accord. La CUGN accepte de verser 1,8 million d'euros et de rendre les six trolleybus non payés, en échange de l'abandon des poursuites par le constructeur italien,.
Les six trolleybus sont rapatriés en Italie au printemps 2011, sans jamais avoir été mis en service commercial dans la ville lorraine. Plusieurs villes italiennes ont manifesté leur intérêt pour racheter les véhicules. C'est la société des transports urbains de la ville d'Ancône, sur la côte Adriatique qui a racheté et mis en service les 6 unités en 2014.

#### Le projet de ligne 2
En 2006, en raison des déboires techniques et financiers du TVR, le réseau de trois lignes de TVR initialement prévu n'a pas pu être réalisé. Les projets de transport urbain font l'objet d'une redéfinition complète, qui donne lieu à l'adoption, en 2007, d'un PDU modifié, qui prévoit la création de deux lignes de transport en commun en site propre (TCSP) pour l'horizon 2015. Parmi ces deux lignes figure la future ligne 2, une ligne de 12 km de long équipée de trolleybus articulés.
La ligne est prévue pour relier Jarville au plateau de Haye, en passant par le centre-ville de Nancy. La ligne reprendrait ainsi une partie du tracé de l'ancienne ligne 19, du terminus de Champ-le-Bœuf jusqu'à la gare. Des lignes électriques seraient construites le long de la portion de ligne entre la porte Saint-Nicolas et Jarville. Un site propre serait aménagé sur seulement 60 % du tracé, en raison de contraintes d'insertion dans le centre-ville de Jarville ainsi que le long des lacets de l'avenue Pinchard. La ligne est initialement prévue pour être mise en service dès 2010.
Après deux consultations publiques en 2006 et 2008, qui ont notamment permis d'affiner le tracé de la ligne, une enquête publique est lancée fin 2009. Le projet est déclaré d'utilité publique le 20 avril 2010,. Le retour du trolleybus semble devenir une réalité.
Cependant, les travaux peinent à démarrer. En 2011, les services de la CUGN annoncent l'abandon du projet de trolleybus, pour des raisons financières. La ligne 2 sera finalement équipée d'autobus à propulsion thermique au gaz naturel (GNV). Leur mise en service est intervenue en 2013.

#### Arrêt d'exploitation du tram et renouvellement du matériel

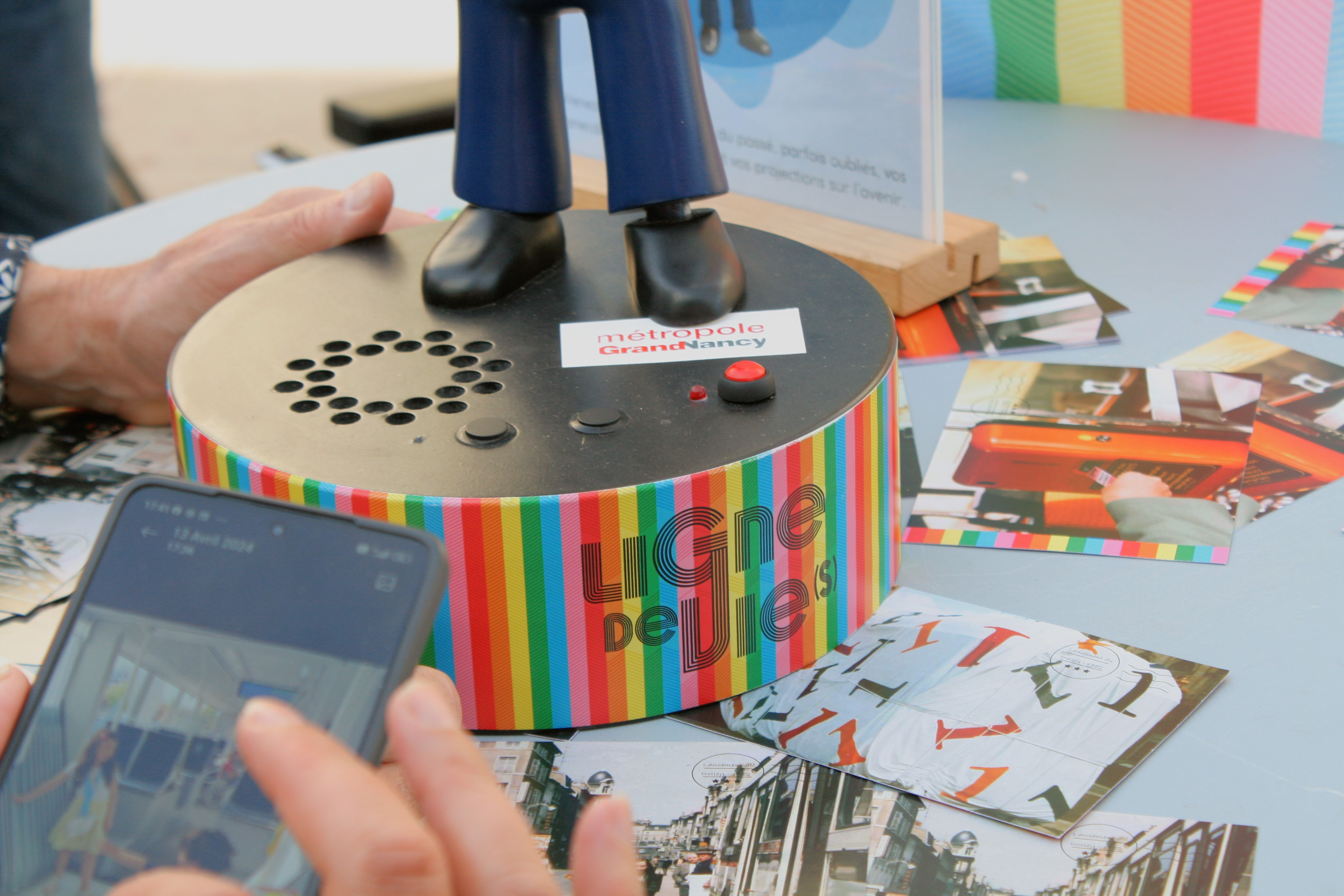
Des cartes postales distribuées lors du programme "Ligne de Vie(s)" lors de sa présentation au Vélodrome.

Le tramway sur pneu a cessé d'être exploité à partir du 13 mars 2023,, la métropole met en service un nouveau trolleybus bi-articulé, qui entre en service le 5 avril 2025.
La métropole met en place de nombreuses animations, dont le programme « Ligne de vie(s) », qui regroupe pas moins de 800 témoignages d'habitants au sujet de la vie des transports. De nombreuses cartes postales sont distribuées, où l'on voit apparaitre l'ancien trolleybus lors de son inauguration (sur la place Stanislas notamment).

## Lignes
Le réseau comprend 3 lignes, reliant les banlieues de Nancy au centre-ville, où elles partagent un tronc commun le long des rues Saint-Georges et Saint-Jean. Toutes les lignes desservent la gare de Nancy-Ville. Les lignes présentent, par endroits, des sens de circulation dissociés.
| Ligne       | Caractéristiques | Caractéristiques                                                | Caractéristiques                                                | Caractéristiques                                                | Caractéristiques                                                | Caractéristiques                                                | Caractéristiques                                                | Caractéristiques                                                | Caractéristiques                                                |
| 3 / 33 / 43 | Laxou Provinces ⥋ Pulnoy / Seichamps | Laxou Provinces ⥋ Pulnoy / Seichamps                            | Laxou Provinces ⥋ Pulnoy / Seichamps                            | Laxou Provinces ⥋ Pulnoy / Seichamps                            | Laxou Provinces ⥋ Pulnoy / Seichamps                            | Laxou Provinces ⥋ Pulnoy / Seichamps                            | Laxou Provinces ⥋ Pulnoy / Seichamps                            | Laxou Provinces ⥋ Pulnoy / Seichamps                            | Laxou Provinces ⥋ Pulnoy / Seichamps                            |
| ----------- | --- | --------------------------------------------------------------- | --------------------------------------------------------------- | --------------------------------------------------------------- | --------------------------------------------------------------- | --------------------------------------------------------------- | --------------------------------------------------------------- | --------------------------------------------------------------- | --------------------------------------------------------------- |
| 3 / 33 / 43 | Ouverture / Fermeture 1958 (création de la ligne 3) 4 septembre 1983 / 29 juin 1999 (12 février 2001) | Longueur 14 km                                                  | Durée —                                                         | Nb. d’arrêts 55                                                 | Matériel Renault PER 180H                                       | Jours de fonctionnement L, Ma, Me, J, V, S, D                   | Jour / Soir / Nuit / Fêtes O / O / N / O                        | Voy. / an 4 754 000 (1 986)                                     | Exploitant CGFTE                                                |
| 3 / 33 / 43 | Desserte : Laxou • Nancy • Saint-Max • Essey-lès-Nancy • Seichamps |                                                                 |                                                                 |                                                                 |                                                                 |                                                                 |                                                                 |                                                                 |                                                                 |
| 3 / 33 / 43 | Autre : Tronc commun entre Laxou Provinces et Essey Point Central. L'exploitation des trolleybus a cessé le 29 juin 1999, la ligne a disparu le 12 février 2001 lors de la création du réseau STAN.                                                          |                                                                 |                                                                 |                                                                 |                                                                 |                                                                 |                                                                 |                                                                 |                                                                 |
| 3 / 33 / 43 | Dernière actualisation : — |                                                                 |                                                                 |                                                                 |                                                                 |                                                                 |                                                                 |                                                                 |                                                                 |
| 4           | Vandoeuvre CHU Brabois ⥋ Nancy Beauregard | Vandoeuvre CHU Brabois ⥋ Nancy Beauregard                       | Vandoeuvre CHU Brabois ⥋ Nancy Beauregard                       | Vandoeuvre CHU Brabois ⥋ Nancy Beauregard                       | Vandoeuvre CHU Brabois ⥋ Nancy Beauregard                       | Vandoeuvre CHU Brabois ⥋ Nancy Beauregard                       | Vandoeuvre CHU Brabois ⥋ Nancy Beauregard                       | Vandoeuvre CHU Brabois ⥋ Nancy Beauregard                       | Vandoeuvre CHU Brabois ⥋ Nancy Beauregard                       |
| 4           | Ouverture / Fermeture 1970 (création de la ligne 4) 20 décembre 1982 / 1994 | Longueur 21 km                                                  | Durée —                                                         | Nb. d’arrêts 33                                                 | Matériel Renault PER 180H                                       | Jours de fonctionnement L, Ma, Me, J, V, S, D                   | Jour / Soir / Nuit / Fêtes O / N / N / O                        | Voy. / an 4 393 000 (1 986)                                     | Exploitant CGFTE                                                |
| 4           | Desserte : Vandœuvre-lès-Nancy • Nancy |                                                                 |                                                                 |                                                                 |                                                                 |                                                                 |                                                                 |                                                                 |                                                                 |
| 4           | Autre : A fusionné avec la ligne 19 en 1994 pour former la ligne 4/19. |                                                                 |                                                                 |                                                                 |                                                                 |                                                                 |                                                                 |                                                                 |                                                                 |
| 4           | Dernière actualisation : — |                                                                 |                                                                 |                                                                 |                                                                 |                                                                 |                                                                 |                                                                 |                                                                 |
| 19          | Laxou Champ le Bœuf ⥋ Nancy Île de Corse | Laxou Champ le Bœuf ⥋ Nancy Île de Corse                        | Laxou Champ le Bœuf ⥋ Nancy Île de Corse                        | Laxou Champ le Bœuf ⥋ Nancy Île de Corse                        | Laxou Champ le Bœuf ⥋ Nancy Île de Corse                        | Laxou Champ le Bœuf ⥋ Nancy Île de Corse                        | Laxou Champ le Bœuf ⥋ Nancy Île de Corse                        | Laxou Champ le Bœuf ⥋ Nancy Île de Corse                        | Laxou Champ le Bœuf ⥋ Nancy Île de Corse                        |
| 19          | Ouverture / Fermeture 25 novembre 1982 / 1994 | Longueur 18 km                                                  | Durée —                                                         | Nb. d’arrêts 28                                                 | Matériel Renault PER 180H                                       | Jours de fonctionnement L, Ma, Me, J, V, S, D                   | Jour / Soir / Nuit / Fêtes O / N / N / O                        | Voy. / an 2 527 000 (1 986)                                     | Exploitant CGFTE                                                |
| 19          | Desserte : Laxou • Nancy |                                                                 |                                                                 |                                                                 |                                                                 |                                                                 |                                                                 |                                                                 |                                                                 |
| 19          | Autre : A fusionné avec la ligne 4 en 1994 pour former la ligne 4/19. |                                                                 |                                                                 |                                                                 |                                                                 |                                                                 |                                                                 |                                                                 |                                                                 |
| 19          | Dernière actualisation : — |                                                                 |                                                                 |                                                                 |                                                                 |                                                                 |                                                                 |                                                                 |                                                                 |
| 4 / 19      | Vandoeuvre CHU Brabois ⥋ Nancy Beauregard / Laxou Champ le Bœuf | Vandoeuvre CHU Brabois ⥋ Nancy Beauregard / Laxou Champ le Bœuf | Vandoeuvre CHU Brabois ⥋ Nancy Beauregard / Laxou Champ le Bœuf | Vandoeuvre CHU Brabois ⥋ Nancy Beauregard / Laxou Champ le Bœuf | Vandoeuvre CHU Brabois ⥋ Nancy Beauregard / Laxou Champ le Bœuf | Vandoeuvre CHU Brabois ⥋ Nancy Beauregard / Laxou Champ le Bœuf | Vandoeuvre CHU Brabois ⥋ Nancy Beauregard / Laxou Champ le Bœuf | Vandoeuvre CHU Brabois ⥋ Nancy Beauregard / Laxou Champ le Bœuf | Vandoeuvre CHU Brabois ⥋ Nancy Beauregard / Laxou Champ le Bœuf |
| 4 / 19      | Ouverture / Fermeture 1994 / 29 juin 1999 (12 février 2001) | Longueur —                                                      | Durée —                                                         | Nb. d’arrêts —                                                  | Matériel Renault PER 180H                                       | Jours de fonctionnement L, Ma, Me, J, V, S, D                   | Jour / Soir / Nuit / Fêtes O / O / N / O                        | Voy. / an —                                                     | Exploitant CGFTE                                                |
| 4 / 19      | Desserte : Vandœuvre-lès-Nancy • Nancy • Laxou |                                                                 |                                                                 |                                                                 |                                                                 |                                                                 |                                                                 |                                                                 |                                                                 |
| 4 / 19      | Autre : Résulte de la fusion des lignes 4 et 19 en 1994. Tronc commun entre Vandoeuvre CHU Brabois et Godefroy de Bouillon. L'exploitation des trolleybus a cessé le 29 juin 1999, la ligne a disparu le 12 février 2001 lors de la création du réseau STAN. |                                                                 |                                                                 |                                                                 |                                                                 |                                                                 |                                                                 |                                                                 |                                                                 |
| 4 / 19      | Dernière actualisation : — |                                                                 |                                                                 |                                                                 |                                                                 |                                                                 |                                                                 |                                                                 |                                                                 |

## Infrastructure

### Alimentation électrique

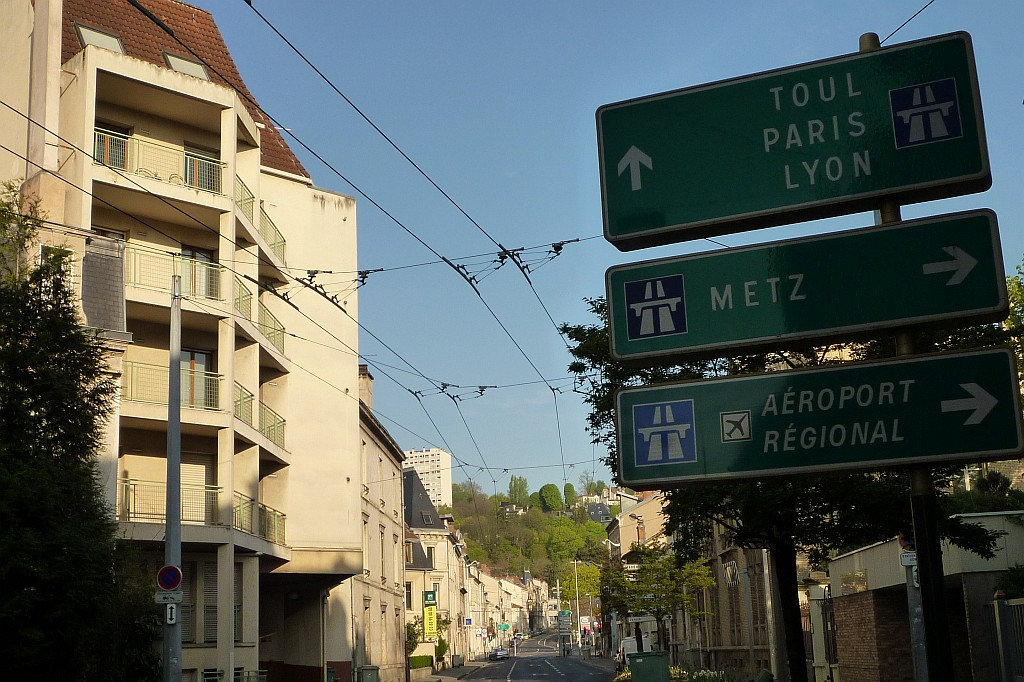
Bifilaires abandonnées rue de l'Armée-Patton.

Les lignes sont équipées de lignes aériennes de contact alimentées en 750 V continu par 12 sous-stations à commande centralisée. Des aiguillages automatiques télécommandés permettent aux lignes de partager des troncs communs. Les branches de la ligne 3 menant à Pulnoy et à Seichamps ne sont en revanche pas électrifiées et les trolleybus y circulent en mode thermique.

### Aménagements spécifiques
Un système informatique de gestion centralisée du trafic permet le suivi et la régulation du trafic routier dans l'agglomération. La régulation peut être assurée en contrôlant les feux tricolores installés sur les principaux axes routiers de l'agglomération. Les trolleybus sont équipés de transpondeurs radio et sont suivis en temps réel, ce qui permet par exemple, de favoriser l’apparition d’un feu vert à l’approche d’un trolleybus en retard. Le trolleybus et les autobus bénéficient également d'un site propre partiel, formé de 4 kilomètres de couloirs réservés situés dans les principales artères du centre-ville (avenue Foch, rues Saint-Jean et Saint-Georges).
L'entretien des véhicules est assuré par un nouveau dépôt, construit dans le quartier Marcel Brot. Ce dépôt vient en remplacement de l'ancien dépôt de Préville, hérité de l'ancien réseau de tramways. Ce dépôt n'est pas équipé de caténaires : les trolleybus y accèdent en mode thermique.

## Matériel roulant
Le parc de véhicules comprenait 48 trolleybus articulés Renault PER 180H.
Les véhicules étaient bi-modes : ils pouvaient circuler aussi bien en traction électrique qu'en mode thermique. La propulsion était assurée soit par un moteur électrique à courant continu d'une puissance de 190 kW, soit par un moteur Diesel de 225 ch. Sur ces 48 trolleybus, 24 possédaient une chaîne de traction électrique fournie par Alsthom, les 24 restants étant équipés par CEM-Oerlikon. Le captage du courant était assuré par des perches dotées d'un système d'emperchage automatique.
D'une longueur de 17,8 m, chaque trolleybus pouvait, officiellement, transporter 165 passagers.

## Exploitation
L'exploitation du réseau de trolleybus et d'autobus est confiée à la société CGFTE-Nancy.
Les trolleybus circulent tous les jours de la semaine. Du lundi au vendredi, le service est assuré entre 5 h 30 et 20 h 30, avec une « fréquence » de 6 à 10 minutes.

## Postérité
Une partie du parc (transformé en PR 180 à la suite de la suppression de la traction électrique des véhicules) fut gardé jusqu'en 2008 pour assurer la substitution du TVR en cas d'arrêt temporaire de la ligne. Le parc est ensuite envoyé au centre de démantèlement de Champigneulles, excepté le n°625 préservé par la Connex puis par l'association Autobus Passion en 2007 (en même temps que le F22 jamais exploité).
Les lignes aériennes subsistèrent sur certaines portions jusqu'en début 2024, période à laquelle la métropole procéda à leur démantèlement (excepté celles du dépôt, réutilisées pour la 3ème fois avec le nouveau trolleybus). Les sous-stations sont encore présentes sur le territoire, certaines ayant d'ailleurs été réutilisées par le tram sur pneu.